# Ole Kassow
Ole Bjarne Kassow (25. september 1935 - 15. november 2020) var en dansk roer fra Helsingør. Han var medlem af Københavns Roklub i Sydhavnen.
Kassow var med i den danske firer uden styrmand ved OL 1960 i Rom. Hugo Christiansen, Mogens Jensen og Børge Kaas Andersen udgjorde resten af bådens besætning. Danskerne sluttede på femtepladsen ud af seks både i det indledende heat, og skulle derfor ud i et opsamlingsheat. Her kom man ind på tredjepladsen ud af fire både, og kvalificerede sig derfor ikke til finalen.